# Metro 2033
Metro 2033 (în rusă Метро 2033) este un roman post apocaliptic scris de Dmitri Gluhovski. Acțiunea are loc într-un metrou din Moscova după un război mondial pe Pământ, unde s-au ascuns ultimii supraviețuitori. Romanul a fost publicat în Rusia pe 28 martie 2005. La concursul de literatură Eurocon, romanul a fost desemnat „cel mai bun debut” al anului 2007.
Ediții în limba română
Dmitri Gluhovski, Metro 2033, Editura Paladin, 2016, ediție cartonată, traducere din rusă de Antoaneta Olteanu.